# Тунець
Тунець (Thunnus) — рід риб родини тунцевих (Scombridae), ряду окунеподібних (Perciformes); довжина до 3 м, маса до 600 кг і більше. Поширений у тропічних і частково в помірних водах; в Україні в Чорному й Азовському морях. Теплолюбна, зграйна, пелагічна риба, відбуває далекі міграції; на весні підходить у прибережну зону. Нереститься у червні — липні; живиться дрібною рибою. Цінна промислова риба.